# 焦
焦（しょう）は、西周時代の諸侯国。
『史記』周本紀によると周の武王は神農氏の末裔を焦（現在の河南省三門峡市陝州区）に封じたとある。
『竹書紀年』の記載によると、周の幽王七年（紀元前775年）焦は虢によって滅亡した。